# Blyxa aubertii
Blyxa aubertii ist eine Pflanzenart aus der Familie der Froschbissgewächse (Hydrocharitaceae).

## Beschreibung
Die Stängel sind verkürzt. Die Blätter sind in einer basalen Rosette angeordnet, linealisch, 5 bis 17 (selten bis 60) Zentimeter × 4 (selten bis 12) Millimeter groß, haben 5 bis 9 Blattadern und ein spitzes Ende. Die Spathas sind grün und 3 bis 5 Zentimeter × ca. 2 Millimeter groß. Ihre Stiele sind 2,7 bis 8 Zentimeter lang. Die Blüten sind zweigeschlechtig. Die Kelchblätter sind grünlich purpurn, lineal-lanzettlich und 5 bis 7 × ca. 1 Millimeter groß. Die Kronblätter sind 9 bis 17 × ca. 0,5 Millimeter groß. Es sind 3 Staubblätter vorhanden. Die Staubfäden sind 3 bis 6 Millimeter lang, die Staubbeutel 1 bis 1,8 Millimeter. Der Fruchtknoten ist eng zylindrisch und 2,5 bis 4 Zentimeter groß. Die Griffel sind ca. 7 Millimeter groß. Die Früchte messen 4 bis 6 (selten ab 2 und bis 8) Zentimeter. Die 30 bis 70 Samen sind länglich-eiförmig, sechs- bis zwölfrippig und messen 1,2 bis 1,8 × ca. 0,6 Millimeter.
Die Art blüht und fruchtet von Mai bis September.
Die Chromosomenzahl beträgt 2n = 16, 24 oder 40.

## Vorkommen
Blyxa aubertii wächst in Reisfeldern und Kanälen. Die Art kommt in Indien, Sri Lanka, Nepal, Bhutan, Bangladesch, Myanmar, Thailand, Malaysia, Indonesien, Papua-Neuguinea, Philippinen, Vietnam, China (Fujian, Guangdong, Guangxi, Hainan, Hunan, Jiangxi, Sichuan, Yunnan, Zhejiang), Taiwan, Korea und Japan (Ryukyu-Inseln) sowie Afrika und Australien vor. In Nordamerika wurde die Art eingeführt.

## Systematik
Blyxa aubertii, benannt nach ihrem Entdecker Louis Marie Aubert Du Petit-Thouars, wurde 1814 von Louis Claude Marie Richard erstbeschrieben. Ein Synonym ist Blyxa ecaudata Hayata. Deutsche Trivialnamen sind Auberts Fadenkraut sowie Glatt- oder Igelsamiges Fadenkraut.